# Слемень (гмина)
Слемень (пол. Ślemień) — сельская гмина (волость) в Польше, входит как административная единица в Живецкий повет, Силезское воеводство. Население — 3425 человек (на 2004 год).

## Демография
| Перепись                       | Всего   | Всего | Женщины | Женщины | Мужчины | Мужчины |
| ------------------------------ | ------- | ----- | ------- | ------- | ------- | ------- |
| Единицы                        | человек | %     | человек | %       | человек | %       |
| Население                      | 3425    | 100   | 1763    | 51,5    | 1662    | 48,5    |
| Плотность населения (чел./км²) | 74,7    | 74,7  | 38,4    | 38,4    | 36,2    | 36,2    |

## Соседние гмины
1. Гмина Андрыхув
2. Гмина Гилёвице
3. Гмина Ленкавица
4. Гмина Стрышава
5. Гмина Свинна